# 折逋葛支
折逋葛支（?—?），北宋吐蕃西凉府六部首领。
五代十国凉州的河西节度使由折逋嘉施担任，于是折逋家族世袭凉州。乾德四年（966年），折逋葛支担任知西凉府（凉州），给宋太祖赵匡胤上书：“有回鹘族的二百余人、汉族僧侣六十余人从朔方路来凉州，为当地部落劫略。僧侣说他们想到天竺国取经，于是我把他们护送到了甘州。”当时，甘州有甘州回鹘，于是宋太祖下诏褒奬折逋葛支。